# 1886 год
1886 (ты́сяча восемьсо́т во́семьдесят шесто́й) год  по григорианскому календарю — невисокосный год, начинающийся в пятницу. Это 1886 год нашей эры, 6‑й год 9‑го десятилетия XIX века 2‑го тысячелетия, 7‑й год 1880‑х годов. Он закончился 139 лет назад.
| Пн | Вт | Ср | Чт | Пт | Сб | Вс |
|    |    |    |    | 1  | 2  | 3  |
| 4  | 5  | 6  | 7  | 8  | 9  | 10 |
| 11 | 12 | 13 | 14 | 15 | 16 | 17 |
| 18 | 19 | 20 | 21 | 22 | 23 | 24 |
| 25 | 26 | 27 | 28 | 29 | 30 | 31 |

| Пн | Вт | Ср | Чт | Пт | Сб | Вс |
| 1  | 2  | 3  | 4  | 5  | 6  | 7  |
| 8  | 9  | 10 | 11 | 12 | 13 | 14 |
| 15 | 16 | 17 | 18 | 19 | 20 | 21 |
| 22 | 23 | 24 | 25 | 26 | 27 | 28 |

| Пн | Вт | Ср | Чт | Пт | Сб | Вс |
| 1  | 2  | 3  | 4  | 5  | 6  | 7  |
| 8  | 9  | 10 | 11 | 12 | 13 | 14 |
| 15 | 16 | 17 | 18 | 19 | 20 | 21 |
| 22 | 23 | 24 | 25 | 26 | 27 | 28 |
| 29 | 30 | 31 |    |    |    |    |

| Пн | Вт | Ср | Чт | Пт | Сб | Вс |
|    |    |    | 1  | 2  | 3  | 4  |
| 5  | 6  | 7  | 8  | 9  | 10 | 11 |
| 12 | 13 | 14 | 15 | 16 | 17 | 18 |
| 19 | 20 | 21 | 22 | 23 | 24 | 25 |
| 26 | 27 | 28 | 29 | 30 |    |    |

| Пн | Вт | Ср | Чт | Пт | Сб | Вс |
|    |    |    |    |    | 1  | 2  |
| 3  | 4  | 5  | 6  | 7  | 8  | 9  |
| 10 | 11 | 12 | 13 | 14 | 15 | 16 |
| 17 | 18 | 19 | 20 | 21 | 22 | 23 |
| 24 | 25 | 26 | 27 | 28 | 29 | 30 |
| 31 |    |    |    |    |    |    |

| Пн | Вт | Ср | Чт | Пт | Сб | Вс |
|    | 1  | 2  | 3  | 4  | 5  | 6  |
| 7  | 8  | 9  | 10 | 11 | 12 | 13 |
| 14 | 15 | 16 | 17 | 18 | 19 | 20 |
| 21 | 22 | 23 | 24 | 25 | 26 | 27 |
| 28 | 29 | 30 |    |    |    |    |

| Пн | Вт | Ср | Чт | Пт | Сб | Вс |
|    |    |    | 1  | 2  | 3  | 4  |
| 5  | 6  | 7  | 8  | 9  | 10 | 11 |
| 12 | 13 | 14 | 15 | 16 | 17 | 18 |
| 19 | 20 | 21 | 22 | 23 | 24 | 25 |
| 26 | 27 | 28 | 29 | 30 | 31 |    |

| Пн | Вт | Ср | Чт | Пт | Сб | Вс |
|    |    |    |    |    |    | 1  |
| 2  | 3  | 4  | 5  | 6  | 7  | 8  |
| 9  | 10 | 11 | 12 | 13 | 14 | 15 |
| 16 | 17 | 18 | 19 | 20 | 21 | 22 |
| 23 | 24 | 25 | 26 | 27 | 28 | 29 |
| 30 | 31 |    |    |    |    |    |

| Пн | Вт | Ср | Чт | Пт | Сб | Вс |
|    |    | 1  | 2  | 3  | 4  | 5  |
| 6  | 7  | 8  | 9  | 10 | 11 | 12 |
| 13 | 14 | 15 | 16 | 17 | 18 | 19 |
| 20 | 21 | 22 | 23 | 24 | 25 | 26 |
| 27 | 28 | 29 | 30 |    |    |    |

| Пн | Вт | Ср | Чт | Пт | Сб | Вс |
|    |    |    |    | 1  | 2  | 3  |
| 4  | 5  | 6  | 7  | 8  | 9  | 10 |
| 11 | 12 | 13 | 14 | 15 | 16 | 17 |
| 18 | 19 | 20 | 21 | 22 | 23 | 24 |
| 25 | 26 | 27 | 28 | 29 | 30 | 31 |

| Пн | Вт | Ср | Чт | Пт | Сб | Вс |
| 1  | 2  | 3  | 4  | 5  | 6  | 7  |
| 8  | 9  | 10 | 11 | 12 | 13 | 14 |
| 15 | 16 | 17 | 18 | 19 | 20 | 21 |
| 22 | 23 | 24 | 25 | 26 | 27 | 28 |
| 29 | 30 |    |    |    |    |    |

| Пн | Вт | Ср | Чт | Пт | Сб | Вс |
|    |    | 1  | 2  | 3  | 4  | 5  |
| 6  | 7  | 8  | 9  | 10 | 11 | 12 |
| 13 | 14 | 15 | 16 | 17 | 18 | 19 |
| 20 | 21 | 22 | 23 | 24 | 25 | 26 |
| 27 | 28 | 29 | 30 | 31 |    |    |

## События
- 1 января — Верхняя Бирма аннексирована Британской империей. Начало колониального правления в Бирме.
- 29 января — Карл Бенц подал заявку на получение патента на свой трёхколёсный моторизованный экипаж. Эта дата считается днём рождения автомобиля[1].
- 18 марта — Начало всеобщей бельгийской забастовки 1886 года.
- 5 апреля — послы Российской империи, Германии, Великобритании, Франции, Австро-Венгрии, Италии и представители Турции в Константинополе подписали протокол, согласно которому генерал-губернатором турецкой автономии Восточная Румелия мог быть только князь Болгарии[2].
- 1 мая — американские рабочие организовали забастовку, выдвинув требование 8-часового рабочего дня. Забастовка и сопутствующая демонстрация закончились кровопролитным столкновением с полицией.
- 8 мая — Джон Стит Пембертон изобрёл лекарственное средство Coca-Cola.
- 12 мая — договором между Францией и Португалией определены границы их африканских колоний Французской Гвинеи и Португальской Гвинеи[3].
- 12 июня — в России издан закон, по которому государственные крестьяне переведены на выкуп земли[4].
- 1 сентября — в Цюрихе (Швейцария) основан футбольный клуб «Грассхоппер»[5].
- 14 сентября — Джордж Андерсон запатентовал ленту для пишущей машинки.
- 1 декабря — в Лондоне (Великобритания) основан футбольный клуб «Арсенал»[6].
- 17 декабря — Томас Стивенс в Иокогаме завершил первое кругосветное путешествие на велосипеде, стартовавшее в Сан-Франциско в 1884 году[7][8].

## Родились
См. также: Категория:Родившиеся в 1886 году
- 22 января — Пётр Дмитриевич Бучкин, русский советский живописец, график и педагог, заслуженный деятель искусств Российской Федерации (ум. 1965).
- 20 февраля — Бела Кун, венгерский коммунист, политический деятель и журналист, деятель Венгерской Советской Республики и Коминтерна (расстр.1938)
- 21 февраля — Алексей Елисеевич Кручёных, поэт — футурист (ум. 1968).
- 28 февраля — лингвист Макс Фасмер, автор этимологического словаря русского языка (ум. 1962).
- 28 февраля — Аладар Рац, венгерский цимбалист-солист (ум. 1958).
- 27 марта — Людвиг Мис ван дер Роэ, немецкий архитектор (ум. 1969).
- 28 марта — Беляев, Виктор Николаевич советский авиаконструктор (ум. 1953).
- 15 апреля — Николай Степанович Гумилёв, русский поэт (расстрелян в 1921).
- 16 апреля — Эрнст Тельман, немецкий коммунист (расстрелян в 1944).
- 17 мая — Альфонсо XIII — король Испании в 1902—1931 годах.
- 18 мая — Г. Адамов (настоящее имя Григорий Борисович Гибс), русский советский писатель (ум. 1945).
- 6 июля — Марк Блок, французский историк (ум. 1944).
- 23 июля — Борис Дмитриевич Григорьев, русский художник (ум. 1939).
- 2 августа — Чезаре Анджелини, итальянский писатель и литературный критик (ум. 1976).
- 20 августа — Пауль Тиллих, немецко-американский протестантский теолог и философ (ум. 1965).
- 16 октября — Давид Бен-Гурион, один из создателей и первый премьер-министр государства Израиль (ум. в 1973).
- 24 октября — Григорий Константинович Орджоникидзе, революционер, видный советский государственный и партийный деятель (ум. 1937).
- 1 декабря — маршал Чжу Дэ — китайский военный и политический деятель, председатель Всекитайского собрания народных представителей (ум. 1976)

## Скончались
См. также: Категория:Умершие в 1886 году
- 1 января — Иван Матвеевич Бобровницкий, российский филолог, педагог и переводчик; ординарный профессор КДА (род. 1813)[9].
- 8 февраля — Иван Сергеевич Аксаков, русский публицист, поэт, общественный деятель, один из лидеров славянофильского движения (род. 1823).
- 15 мая — Эмили Дикинсон, американская поэтесса (род. 1830).
- 23 мая — Леопольд Ранке, немецкий историк (род. 1795).
- 29 мая — Василий Иванович Водовозов, русский педагог, переводчик, детский писатель (род. 1825).
- 13 июня — Людвиг II Баварский, король Баварии с 1864.
- 14 июня — Александр Николаевич Островский, русский драматург (род. 1823).
- 5 июля — Томас Терри (род. 1808) — кубинский бизнес-магнат.
- 31 июля — Ференц Лист, композитор и пианист венгерского происхождения (род. 1811).
- 3 августа — Ян Лям, польский писатель, журналист, педагог (род. 1838).
- 15 августа — Рамакришна, индийский религиозный лидер, мистик и проповедник (р. 1836).
- 17 августа — Александр Михайлович Бу́тлеров, русский химик (род. 1828).
- 10 октября — Екатерина Яковлевна Збукирева, первая из русских сестёр милосердия; участница Крымской и Русско-турецкой войн.
- 24 октября — Николай Христофорович Кетчер, русский писатель-переводчик (род. 1809?).
- 9 ноября — Андреу Турон-и-Вакер, каталонский изобретатель музыкальных инструментов, музыкант (род. 1815).
- 23 ноября — Адам Киркор, литовский и белорусский археолог и издатель (род. 1818).
- 28 ноября — Евгений Васильевич Березин, российский педагог и гидрограф; начальник гидрографической экспедиции Балтийского моря (род. 1833)[10].